# Louis I. de Bourbon

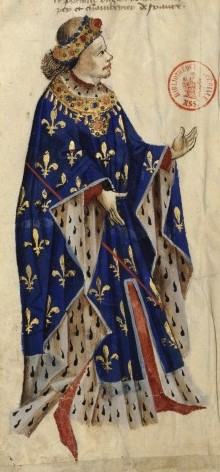
Louis I. de Bourbon

Louis I. de Bourbon, genannt le Boiteux (der Hinkende oder der Lahme, * 1279 in Clermont; † 29. Januar 1341 in Paris), war seit 1317 Graf von Clermont und seit 1327 Graf von La Marche und Herzog von Bourbon. Dazu bekleidete er das Amt eines Großkämmerers von Frankreich.

## Leben
Louis I. war der älteste Sohn des Grafen Robert de Clermont und dessen Frau Beatrice de Bourgogne, von der er 1310 die Seigneurie von Bourbon erbte. Er nahm an den Flandernkriegen König Philipps IV. des Schönen teil, kämpfte dabei erfolglos in der Sporenschlacht (1302), aber siegreich bei Mons-en-Pévèle (1304).
Am 27. Dezember 1327 tauschte Louis mit König Karl IV. dem Schönen die Grafschaft Clermont gegen die Grafschaft La Marche. Zugleich wurde ihm für Bourbon die erbliche Herzogswürde verliehen. Das war in Frankreich das erste Mal, dass solch eine Rangerhöhung vorgenommen wurde. Damit verbunden war auch die Aufnahme von Louis unter die Pairs von Frankreich. Als 1328 das Herrschergeschlecht der Kapetinger in direkter Linie ausstarb, gehörte Louis als entfernter Cousin des letzten Königs zum erweiterten Kreis der Nachfolgekandidaten. In der Wahl hatte er aber keine Chancen, da bei ihm Zeichen einer Geisteskrankheit beobachtet wurden. An der Seite des neuen Königs aus dem Haus Valois, Philipp VI., kämpfte er in der Schlacht von Cassel (1328) erneut gegen die Flamen.

## Ehe und Nachkommen
1310 heiratete er in Pontoise Marie d’Avesnes († 1354), Tochter des Grafen Johann II. von Hennegau und Holland. Das Paar hatte folgende Kinder:
- Pierre I. (* um 1311; ⚔ 19. September 1356 bei Maupertuis), Herzog von Bourbon;
- Jeanne (* 1312; † 30. Dezember 1402), ⚭ Guigues VII., Graf von Forez;
- Beatrice († 25. Dezember 1383), ⚭ Johann von Luxemburg, König von Böhmen;
- Marguerite († 1362), ⚭ Jean II. de Sully;
- Jacques I. (* um 1319; ⚔ 6. April 1362 bei Brignais), Graf von La Marche;
- Marie (* um 1318; † 1347 in Neapel), ⚭ (1) Guy de Lusignan († 1343), Sohn von König Hugo IV. von Zypern, ⚭ (2) Robert von Tarent († 1364), Titularkaiser von Konstantinopel (Haus Anjou).

Darüber hinaus hatte Louis den unehelichen Sohn Jean, den sogenannten „Bâtard de Bourbon“. Er geriet 1356 in der Schlacht bei Maupertuis in die Gefangenschaft der Engländer.

## Dynastische Bedeutung
Unter Louis I. spaltete sich das Haus Bourbon in die Zweige Montpensier und La Marche. Der ältere Zweig, Montpensier, erlosch 1527 mit dem Tod des abtrünnigen Konnetabel von Bourbon; aus dem fortlebenden jüngeren ging 1553 mit Heinrich IV. der erste König aus dem Hause Bourbon hervor.